# جيم سنو
جيم سنو (بالإنجليزية: Jim Snow)‏ هو صيدلي وسياسي أسترالي، ولد في 15 سبتمبر 1934 في أستراليا. حزبياً، نشط في حزب العمال الأسترالي. وقد انتخب عضو مجلس النواب الأسترالي عن دائرة Division of Eden-Monaro ‏ (5 مارس 1983 – 2 مارس 1996).